# Mwemere Ngirinshuti
Mwemere Ngirinshuti (ur. 2 listopada 1985 w Nyarugenge) – rwandyjski piłkarz grający na pozycji lewego obrońcy. W swojej karierze rozegrał 19 meczów w reprezentacji Rwandy.

## Kariera klubowa
Swoją karierę piłkarską Ngirinshuti rozpoczął w klubie Atraco FC. Zadebiutował w nim w 2003 roku. W latach 2006–2007 występował w AS Kigali FC, a w latach 2007-2009 był piłkarzem APR FC. W sezonie 2007/2008 wywalczył z nim wicemistrzostwo Rwandy oraz zdobył Puchar Rwandy, a w sezonie 2008/2009 został mistrzem Rwandy. W latach 2009–2011 był zawodnikiem SC Kiyovu Sport, z którym w sezonie 2011/2012 został wicemistrzem kraju. W latach 2011–2014 ponownie występował w AS Kigali FC. W 2013 roku sięgnął z nim po Puchar Rwandy. W latach 2014–2016 był graczem Police FC. W 2015 roku zdobył z nim krajowy puchar. W sezonie 2016/2017 występował w Bugesera FC, a w sezonie 2018/2019 w Espoir FC, w którym zakończył karierę.

## Kariera reprezentacyjna
W reprezentacji Rwandy Ngirinshuti zadebiutował 8 października 2006 w przegranym 2:3 meczu kwalifikacji do Pucharu Narodów Afryki 2008 z Liberią, rozegranym w Monrovii. Od 2006 do 2016 wystąpił w kadrze narodowej 19 razy.